# Гражданская война в Венесуэле (1899)
Гражданская война в Венесуэле (1899) или Революция либеральной реставрации (исп. Revolución Liberal Restauradora) — борьба за власть между сторонниками Сиприано Кастро и правительством Игнасио Андраде, переросшая в вооружённый конфликт.

## Предыстория

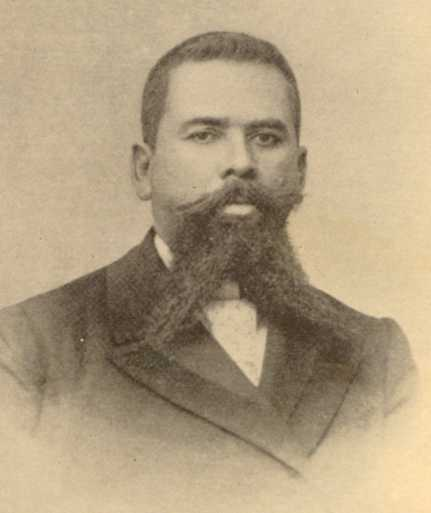
Хоакин Креспо (1841—1898), важнейший политический деятель Венесуэлы, погиб в 1898 году в сражении у Мата Кармелеро, что привело к власти его протеже Игнасио Андраде.

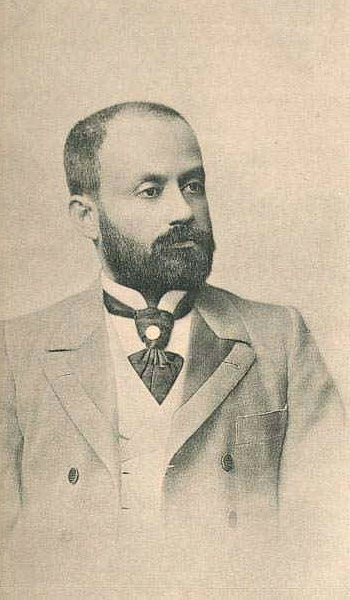
Сиприано Кастро (1858—1924).

В 1892 году амбициозный андский плантатор Сиприано Кастро, губернатор Тачиры, отправился в эмиграцию в Колумбию из-за попытки государственного переворота. В Колумбии он провел семь лет, по-прежнему рассчитывая захватить власть на родине. В 1898 году к власти в Венесуэле в результате выборов пришел Игнасио Андраде. Он был выдвиженцем Хоакина Креспо, однако не пользовался таким же авторитетом, как его бывший покровитель. Политический кризис, который пережил режим Игнасио Андраде и желтый либерализм в целом после смерти Хоакина Креспо, стал для Сиприано Кастро возможностью начать последнюю фазу революционного движения, которое он организовал в своем изгнании в Колумбии.
С середины 1898 года противники правительства Андраде — члены Либеральной партии Венесуэлы — стали концентрироваться в Тачире, где начала формироваться армия мятежников. Между тем, Кастро попытался создать альянс с одним из лидеров заговора либералов, находившимся в Колумбии Карлосом Ранхелем Гарбирасом, однако не смог договориться с ним о координации действий. При этом Кастро заручился поддержкой таких фигур, как Хуан Висенте Гомес, Мануэль Антонио Пулидо, Хосе Мария Мендес, Эмилио Фернандес, Хорхе Белло и Педро Мария Карденас. После нескольких попыток Кастро сумел собрать отряд численностью около 60 человек, которые обвинили Игнасио Андраде в нарушении Конституции 1893 года и пересекли колумбийскую границу 23 мая 1899 года.

## Ход событий
Кастро и его 60 человек 24 мая проходят через Капачо, где к ним присоединяются еще 120 человек из партии Кастро. Несколько часов спустя они устраивают засаду на правительственные войска в Тононо и одерживают победу. Оттуда они двинулись на Сан-Кристобаль, который обороняли силы генерала Хуана Пабло Пеньялосы, и 27 мая снова одержали победу. 28 мая реставраторы обосновались в Тарибе, где реорганизовали свои силы. Чтобы предотвратить подход подкреплений к городу, Кастро действовал стремительно и 9 июня добился победы над правительственными войсками у Эль-Сумбадора. 16 июня Кастро и его войска возвращаются в Сан-Кристобаль и осаждают его в течение двадцати дней (23 июня — 12 июля), но были вынуждены снять осаду, узнав о приближении правительственной армии из 5000 человек под командованием генерала Антонио Фернандеса.
27 июля люди Кастро противостоят правительственным войскам в битве при Кордеро. Правительственная артиллерия вынуждает реставраторов отступить в сторону Пальмиры. Несмотря на численное превосходство правительственных войск, Кастро, благодаря отличному знанию местности, одержал победу в сражении в предгорьях Анд 28 июля. После этой победы Кастро принял решение идти через Мериду и Трухильо на столицу — Каракас. 5 августа повстанцы берут Байладорес. 6 августа реставраторы атакуют Товар, город, который защищают две тысячи солдат под командой Рафаэля Гонсалеса Пачеко. После упорного боя город был взят. 9 августа Кастро и его бойцы прибывают в Мериду. После этого Кастро занял Валеру (15 августа), где, однако, встретили ожесточенно сопротивление.

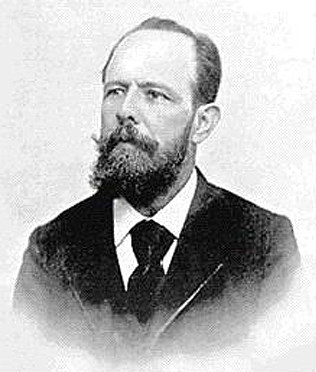
Игнасио Андраде (1839—1925).

По пути на Каракас Кастро разгромил еще один отряд правительственных войск у Кароры (26 августа) и захватил как трофей пушку Круппа. 26 августа Кастро был вынужден остановиться в Парапаре из-за разлива реки Токуйо. На них напал контингент правительственных войск, но Кастро их побеждает. После флангового обхода города Баркисимето его армия увеличилась за счет прибытия подкрепления из Нигруа. По пути к столице к Кастро присоединились несколько отрядов сторонников генерала Хосе Мануэля Эрнандеса «Мочо», который был заключен в тюрьму за то, что восстал против правительства Андраде. Эти отряды в конечном итоге внесли решающий вклад в победу Кастро.
Президент Андраде реорганизовал армию с целью нанести поражение Кастро в решающей битве. Под свои знамёна он привлек 5500 солдат под командованием генералов Диего Баутисты Феррера и Антонио Фернандеса. Правительственная армия имела большой потенциал для победы, но разногласия между Феррером и Фернандесом привела к её разгрому в битве при Токиюто (14 сентября). После преодоления этого препятствия на пути к Каракасу Кастро прибыл 16 сентября в Валенсию, куда приехали посланники Андраде для переговоров о мире, в частности, министр финансов Мануэль Антонио Матос. Андраде всё еще имел силы для защиты своей власти, но решил отказаться от борьбы. 19 октября он сел на военный корабль «Боливар» и отправился в эмиграцию на остров Сент-Томас, оставив во главе государства генерала Виктора Родригеса.
23 октября 1899 года с десятью тысячами солдат Сиприано Кастро триумфально вступил в Каракас, закончив борьбу за «либеральную реставрацию» и начав новый этап в политической истории Венесуэлы.